# بنجامين بولتون
بنجامين بولتون (بالإنجليزية: Benjamin Bolton)‏ (23 سبتمبر 1862 - 18 نوفمبر 1910) هو لاعب كريكت بريطاني (وحمل سابقاً جنسية المملكة المتحدة لبريطانيا العظمى وأيرلندا).